# Telenomus acrobates
Telenomus acrobates is een vliesvleugelig insect uit de familie van de Scelionidae. De wetenschappelijke naam van de soort is voor het eerst geldig gepubliceerd in 1895 door Giard.